# Te damos la tarde
Te damos la tarde, también conocido como TDT: Te damos la tarde, fue un programa de televisión presentado por Nieves Herrero que contaba con los mejores colaboradores para analizar y debatir las últimas noticias. El programa, que se estrenó el 11 de abril de 2011, se emitía en 13 TV de lunes a viernes a las 17:20 horas. El nombre del programa, y sus curiosas siglas de "TDT" ya se había utilizado originalmente en un principio en el desaparecido canal navarro Canal 4 Navarra en el año 1995 cuyo formato de programa era similar, y fue conducido entre otros presentadoros, por Emma García.

## Formato
Te damos la tarde es un debate de actualidad presentado por Nieves Herrero. El programa recoge el testigo de la información con un magacín que cuenta con una serie de colaboradores para analizar y debatir las últimas noticias. Así, la presentadora pone sobre la mesa del programa diferentes temas de actualidad que repasa junto a un gran grupo de contertulios. La actualidad, junto a las intervenciones de los telespectadores a través del teléfono e Internet, son las claves de este formato.

## Colaboradores
Por el programa han pasado diversos colaboradores como Ramoncín, Federico Quevedo,Marina Castaño, Concha Galán, Mari Pau Domínguez, Gotzone Mora, Marisol Galdón, Jesús Cintora, Rafael Barrio, Alicia Latorre, Julián Contreras, Mabel Lozano, José Luis Pérez, Constantino Mediavilla, Susana Moneo, Begoña Aranguren, Paloma Zorrilla o Manuel Marín.